# Lago Pico Número Cinco
El lago Pico Número Cinco es un lago de origen glaciar ubicado en el departamento Tehuelches, provincia del Chubut, Argentina. Pertenece a la cuenca del río Carrenleufú/Palena, que desagüa en el Pacífico. Tiene 2,4 km de largo y 1,3 km de ancho.

## Toponimia
El lago debe su nombre al ingeniero Octavio Pico Burgess (1837-1892), en honor a su tarea como perito en el conflicto limítrofe entre Argentina y Chile.

## Geografía
El Lago Pico Número Cinco se halla a menos de un kilómetro al norte del río Pico/Figueroa. Tiene una forma más o menos ovalada y está orientada noreste a suroeste. Su eje principal tiene unos 2,2 kilómetros de largo.
Se ubica a unos 7 kilómetros al oeste-suroeste del lago Pico Número Cuatro y unos ocho kilómetros al oeste-noroeste del lago Pico Número Tres. Además, a menos de 5 km hacia el oeste se encuentra la frontera con Chile.
El lago es poco visitado. Un pequeño complejo está situado en la costa suroeste del lago, destinado principalmente a los pescadores que disfrutan del lugar.

## Clima y vegetación
Las precipitaciones en la zona son del orden de 1 200 a 1 400 mm. La precipitación máxima se observa en invierno, de junio a agosto. La temperatura promedio es de 10 °C, la media en verano asciende a 13 °C, y en invierno desciende a 1 °C.
Gracias al clima húmedo, el lago está rodeado por un tipo de bosque andino patagónico, que comprende principalmente ñires (Nothofagus antarctica), lengas (Nothofagus pumilio) y coihues (Nothofagus dombeyi).

## Hidrología
Su emisario nace en el extremo suroeste y se orienta hacia el sur, donde converge con el río Pico, tras un corto trayecto de 1,3 kilómetros. El río desemboca en territorio chileno, con el río Carrenleufú, que desemboca en el Océano Pacífico.